# Mel Harris
Mary Ellen Harris (Bethlehem, 12 de julho de 1956) é uma atriz estadunidense, mais conhecida por seu trabalho na série de televisão thirtysomething como Hope Murdoch Steadman. Mais recentemente, Harris interpretou Sylvia Capshaw na telenovela Saints & Sinners.

## Biografia
Mel Harris nasceu como Mary Ellen Harris na pequena cidade de Bethlehem, sendo filha de Mary Michael, uma professora de ciências do colegial, e Warren Harris, um treinador de futebol americano da universidade local. Posteriormente, sua família se mudou para New Brunswick, no estado de Nova Jérsei, onde a futura atriz finalizou seu estudos.
A atriz já foi casada por cinco vezes: com David Silbergeld, Brian Kilclinic, o fotógrafo David Hume Kennerly (com o qual teve um filho), o ator Cotter Smith (com quem tem uma filha), e o banqueiro Michael Toomey. Harris divorciou-se deste último em 3 de Outubro de 2006.

### Carreira
Harris até hoje é mais conhecida por interpretar Hope Murdoch Steadman na popular série de televisão dos anos 80, thirtysomething, entre 1987 e 1991. Durante este período, em 1989, Harper's Bazaar a nomeou uma das "10 mulheres mais bonitas dos Estados Unidos da América". Entre 1996 e 1998 ela estrelou, ao lado de Jere Burns, a sitcom Something So Right na rede NBC.
Outros trabalhos notórios incluem participações especiais em vários seriados, como The West Wing, Murder, She Wrote, South by Southwest, Dawson's Creek, Touched by an Angel, Close to Home, Stargate SG-1 e House, M.D.. Em 1989, Harris interpretou Madge Oberholtzer na minissérie Cross of Fire e estrelou o filme The Burden of Proof em 1992.

## Filmografia

### Televisão
- 2007 Cane como Constance Hughes
- 2007 Close to Home como Beth Murphy
- 2007 Saints & Sinners como Sylvia Capshaw
- 2006 Criminal Minds como Congressista Steyer
- 2006 CSI: NY como Julie Rollins
- 2006 House MD como Barbara Bardach
- 2006 Cold Case como Grace Anderson
- 2005 JAG como Dora Cresswell
- 2005 Jake in Progress como Tally Hughes
- 2005 The West Wing como Ricky Rafferty
- 2005 Stargate SG-1 como Oma Desala
- 2004 North Shore como Sra. Jensen
- 2002 Strong Medicine como Biddy Hightower
- 2001 Touched by an Angel como Kelly Rockhill
- 1999 Dawson's Creek como Helen Lindley
- 1998 Something So Right como Carly Davis-Farrell
- 1996 The Outer Limits como Dr. Christina Markham
- 1991 thirtysomething como Hope Murdoch Steadman
- 1987 Rags to Riches como Jessica
- 1986 The Wizard como Jane Whittier

### Cinema
- 2009 Imagine That como Maggie Johnson
- 2009 The Lodger como Margaret
- 2006 Arc como Charlie
- 2005 Purple Heart como Dra. Harrison
- 2003 Hangman's Curse como Sarah Springfield
- 2002 Dynamite como Faye Baxter
- 2001 Firetrap como Cordella Calloway
- 1999 Sonic Impact como Jennifer Blake
- 1996 What Kind of Mother Are You? como Sra. Laura Hyler
- 1994 The Pagemaster como Claire Tyler
- 1993 Suture como Dra. Renee Descartes
- 1993 Distant Cousins como Katherine June Sullivan
- 1993 Wild Dancer como Susan Allen
- 1992 Raising Cain como Sarah
- 1989 K-9 como Tracy
- 1989 Cameron's Closet como Dra. Nora Haley
- 1987 Dead or Alive como Terry